# Ray Bowden
Edwin Raymond „Ray“ Bowden (* 13. September 1909 in Looe; † 23. September 1998 in Plymouth) war ein englischer Fußballspieler.

## Leben und Karriere
Bowden begann seine Karriere bei seinem Heimatklub Looe im Jahr 1925. Bei Looe schoss er in einem Jahr 100 Tore, und 10 sogar in einem Spiel, weswegen Plymouth Argyle auf ihn aufmerksam wurde. 1926 unterschrieb er einen Amateurvertrag bei den Pilgrims. Der Stürmer war bei Plymouth erfolgreich und stieg sogar mit der Mannschaft in die zweithöchste englische Spielklasse auf. Im März 1933 wurde er für 4.500 Pfund an den FC Arsenal verkauft. Der Engländer wurde mit den „Gunners“ zweimal englischer Meister und ein Mal englischer Pokalsieger und war 1934 der beste Torschütze des FC Arsenal. Nach Verletzungen riss bei Bowden der Erfolgsfaden und er wurde 1937 für 5.000 £ zu Newcastle United „abgeschoben“. Nach dem Ausbruch des Zweiten Weltkriegs beendete Bowden seine Karriere. International spielte er sechs Mal für die englische Fußballnationalmannschaft. Sein Debüt feierte er am 29. September 1934 gegen Wales und war beim so genannten Battle of Highbury gegen Italien einer der elf Spieler der Heimmannschaft. Sein einziges Tor im Trikot der Three Lions erzielte er gegen Wales im Februar 1936. Nach seinem Karriereende eröffnete er in Plymouth zusammen mit seinem Bruder Austin einen Sportladen. Er starb im Alter von 89 Jahren in Plymouth.

## Erfolge
- 2 × Englischer Meister mit dem FC Arsenal (1933/34, 1934/35)
- 1 × Englischer Pokalsieger mit dem FC Arsenal (1935/36)